# Janus Drachmann
Janus Mats Drachmann (11 maggio 1988) è un ex calciatore danese, di ruolo centrocampista.

## Palmarès

### Competizioni nazionali
- Campionato danese: 1

Midtjylland: 2017-2018